# UFC 129
UFC 129: St-Pierre vs. Shields — турнир по смешанным единоборствам, проведённый организацией Ultimate Fighting Championship 30 апреля 2011 года на стадионе «Роджерс Центр» в Торонто, Канада.
В главном бою вечера Жорж Сен-Пьер в шестой раз защитил титул чемпиона UFC в полусреднем весе, выиграв единогласным решением судей у Джейка Шилдса. Во втором по значимости событии турнира Жозе Алду единогласным решением взял верх над Марком Хомиником и тем самым в третий раз защитил титул чемпиона в полулёгком весе.

## Предыстория
Организация в шестой раз проводила турнир в Канаде и впервые на территории провинции Онтарио, где до августа 2010 года смешанные единоборства находились под запретом. Изначально турнир в Торонто был анонсирован под названием UFC 131, но затем к началу 2011 года ситуация с очерёдностью изменилась, и его переименовали в UFC 129.
На тот момент это был крупнейший турнир UFC из когда-либо проводившихся в Северной Америке, и его предваряла двухдневная выставка UFC Fan Expo в выставочном комплексе Direct Energy Centre. Руководство рассчитывало продать около 42 тысяч билетов, но в итоге спрос на них превысил все ожидания. Сначала возможность приобрести билеты была эксклюзивно предоставлена членам фан-клуба UFC 10 февраля 2011 года, и там их раскупили почти полностью. Организация выпустила дополнительные билеты и во второй день предварительных продаж распространила их среди подписчиков газеты UFC. Когда 12 февраля оставшиеся билеты поступили в общий доступ, их полностью раскупили в тот же день. В итоге количество посадочных мест пришлось увеличить до 55 тысяч, такое количество проданных билетов составляло выручку в 11 млн долларов. Таким образом, по количеству зрителей турнир установил рекорд в ММА Северной Америки.
Ожидалось, что Джон Макдесси встретится здесь с Джонатаном Брукинсом, но в итоге его соперником стал Кайл Уотсон.
На селекторном совещании перед UFC: Fight for the Troops 2 в январе 2011 года Дэйна Уайт подтвердил, что действующий чемпион UFC в полулёгком весе Жозе Алду будет защищать свой чемпионский пояс в Торонто в бою против Марка Хоминика, при условии, если тот возьмёт верх над Джорджем Рупом. Он также подчеркнул, что Алдо в любом случае проведёт защиту на этом турнире, вне зависимости от исхода боя «Хоминик — Руп». Хоминик в итоге выиграл у Рупа техническим нокаутом, подтвердив статус главного претендента на титул и увеличив вероятность боя с Алдо.
Соперником Рори Макдональда изначально являлся Джеймс Уилкс, но позже его убрали из числа участников турнира и заменили Нейтом Диасом.
Мэтт Хэмилл должен был драться здесь с Филом Дэвисом, но 11 февраля появилось сообщение, что вместо этого он выступит на следующем турнире UFC 130, где его соперником станет Куинтон Джексон. В своём аккаунте в Twitter Дэвис выразил сожаление насчёт отмены своего боя и сообщил о намерении выступить в Торонто несмотря ни на что. В качестве нового соперника ему дали Джейсона Брилза, но позже в связи с травмой Тито Ортиса бойцу предложили возглавить турнир UFC Fight Night 24 — провести поединок с Антониу Рожериу Ногейрой. Брилз при этом остался в файткарде, получив в соперники Владимира Матюшенко.
Брайан Фостер не смог пройти медкомиссию перед началом турнира, магнитно-резонансная томография показала наличие кровоизлияния в его мозгу. Шон Пирсон из-за этого остался без соперника, но позже замена была найдена в лице Джейка Элленбергера.
В апреле незадолго до начала турнира телеканалом FX был показан традиционный документальный фильм UFC Primetime, посвящённый хедлайнерам запланированного мероприятия — Жоржу Сен-Пьеру и Джейку Шилдсу.
19 апреля стало известно, что два предварительных боя будут показаны в прямом эфире на сайте Facebook. Однако 21 апреля появилось уточнение — Facebook покажет все прелимы за исключением двух боёв, отданных телеканалу Spike.

## Результаты
| Категория                      |                    |      |                | Способ                                        | Раунд | Время | Примечание |
| Основные бои                   |                    |      |                |                                               |       |       |            |
| Полусредний вес                | Жорж Сен-Пьер (ч)  | поб. | Джейк Шилдс    | Единогласное решение (50-45, 48-47, 48-47)    | 5     | 5:00  | [ 25 ]     |
| Полулёгкий вес                 | Жозе Алду (ч)      | поб. | Марк Хоминик   | Единогласное решение (48-45, 48-46, 49-46)    | 5     | 5:00  | [ 26 ]     |
| Полутяжёлый вес                | Лиото Мачида       | поб. | Рэнди Кутюр    | Нокаут (удар журавля)                         | 2     | 1:05  |            |
| Полутяжёлый вес                | Владимир Матюшенко | поб. | Джейсон Брилз  | Нокаут (удары руками)                         | 1     | 0:20  |            |
| Лёгкий вес                     | Бенсон Хендерсон   | поб. | Марк Бочек     | Единогласное решение (30-27, 30-27, 30-27)    | 3     | 5:00  |            |
| Предварительные бои (Spike)    |                    |      |                |                                               |       |       |            |
| Полусредний вес                | Рори Макдональд    | поб. | Нейт Диас      | Единогласное решение (30-26, 30-27, 30-26)    | 3     | 5:00  |            |
| Полусредний вес                | Джейк Элленбергер  | поб. | Шон Пирсон     | Нокаут (удары руками)                         | 1     | 2:42  |            |
| Предварительные бои (Facebook) |                    |      |                |                                               |       |       |            |
| Полусредний вес                | Клод Патрик        | поб. | Дэниел Робертс | Единогласное решение (29-28, 29-28, 29-28)    | 3     | 5:00  |            |
| Легчайший вес                  | Иван Менхивар      | поб. | Чарли Валенсия | Технический нокаут (удары локтями и кулаками) | 1     | 1:30  |            |
| Средний вес                    | Джейсон Макдональд | поб. | Райан Дженсен  | Сдача (треугольник)                           | 1     | 1:37  |            |
| Лёгкий вес                     | Джон Макдесси      | поб. | Кайл Уотсон    | Нокаут (удар рукой с разворота)               | 3     | 1:27  |            |
| Полулёгкий вес                 | Пабло Гарса        | поб. | Ив Жабуен      | Сдача (треугольник)                           | 1     | 4:31  |            |

## Награды
Следующие бойцы были удостоены денежного бонуса в $129,000:
- Бой вечера: Жозе Алду — Марк Хоминик
- Нокаут вечера: Лиото Мачида
- Приём вечера: Пабло Гарса